# 3e régiment d'hélicoptères de combat
Pour les articles homonymes, voir 3e régiment.
Le 3e régiment d'hélicoptères de combat de l'ALAT a été créé le 1er août 1977. Sa devise est « Semper ad alta », Toujours plus haut. Le chef de corps est le colonel Stéphane RICCIARDI depuis le 27 juin 2025.
Opérationnel en interarmes, interarmées et interalliés, il contribue à de nombreuses manœuvres de grande ampleur. 
Éternel précurseur, le 3 est leader dans les domaines de la coopération drone/hélicoptère et du risque NRBC (nucléaire, radiologique, bactériologique et chimique). Toujours tournée vers l’avenir, la base a accueilli ses premiers hélicoptères de nouvelle génération CAÏMAN en décembre 2021 et s’inscrit dans le projet "Horizon Guépard 2030".

## Historique
Le régiment est implanté sur la base aérienne d'Étain-Rouvres (Meuse), anciennement connue comme Étain-Rouvres Air Base, base de l'USAFE, située sur les communes d'Étain, d’Eton, d’Amel-sur-Étang et de Rouvres-en-Woëvre.
La région est peu urbanisée et à des paysages variés. le 3e RHC dispose ainsi d’une zone d’entrainement idéale, particulièrement adaptée aux différents types de vol : haute ou très basse altitude, stationnaire ou grande vitesse, navigation ou combat, de jour comme de nuit, avec un ou plusieurs hélicoptères en patrouille.
Le 3e RHC étend ses 500 hectares sur 4 communes de Meuse : Etain, Rouvres, Amel-sur-l’Etang et Eton. La base est située à 25km à l’est de Verdun, 50km à l’ouest de Metz, 50km au sud de la Belgique et du Luxembourg.
Le 3e RHC porte sur son étendard l'inscription « Indochine 1947-1954 », la fourragère aux couleurs du ruban de la Médaille militaire, avec olive aux couleurs du ruban de la croix de guerre des Théâtres d'opérations extérieurs et six citations.
Héritier des 3e et 23e groupes d’aviation d’observation d’artillerie (GAOA) implantés en Indochine, le régiment est créé à partir du 4e groupe d'aviation légère divisionnaire (GALDIV 4) le 1er août 1977. Il est installé sur la base « lieutenant Etienne Mantoux », résistant et aviateur qui s’est brillamment illustré lors de la Seconde Guerre Mondiale. Porteur le 24 août 1944 du message du général Leclerc aux FFI « Tenez bon, nous arrivons », qu’il a largué sur la préfecture de police sous un feu nourri. En 1979, le régiment reçoit les premières Gazelle armées du missile HOT.
En décembre 1982, le régiment rejoint la « force Éclair » puis la brigade aéromobile expérimentale.
Il est intégré à la 4e division aéromobile le 1er juillet 1985. En 1999, la division devient la 4e brigade aéromobile.
Après la dissolution de la 4e brigade aéromobile en 2010, les trois régiments d'hélicoptères de combat (1er RHC de Phalsbourg, 3e RHC d'Étain et 5e RHC de Pau) passent sous le commandement direct du commandement des forces terrestres (CFT) situé à Lille via la division aéromobilité du CFT.
En 2011, le régiment obtient la Croix de la Valeur Militaire par le Ministre de la Défense pour l’opération « Harmattan » au large de la Libye.
Depuis le 5 juillet 2016, il fait partie de la 4e brigade d'aérocombat réactivée. 
Lors de l'édition 2019 du Nato Tiger Meet organisé sur la Base aérienne 118 Mont-de-Marsan, la 3e Escadrille d'Hélicoptères de Reconnaissance et d'Attaque (3e EHRA), dite “Les Félins”, obtient le statut de membre permanent de la NATO Tiger Association.
Auxerre est la ville marraine du 3e RHC depuis le 7 mai 2023.
Le 3e RHC est jumelé avec le PHA, pour Porte-Hélicoptère Amphibie, DIXMUDE depuis février 2017. 
La 4e brigade d'aérocombat est depuis 2024 dépend du CAPR pour Commandement des actions dans la profondeur et du renseignement. Le CAPR est organisé autour d'un état-major, du centre de renseignement Terre (CRT) et de trois brigades : la 4e brigade d'aérocombat (4e BAC), la 19e brigade d'artillerie (19e BART) et la brigade de renseignement et cyber-électronique (BRCE).

## Équipement (au 27/01/2025)
- 16 GAZELLE ;
- 5 PUMA ;
- 8 CAÏMAN.

## Spécificités
Le 3e RHC, le Grand 3, est aussi surnommé le « régiment de la nuit », depuis son utilisation du viseur VIVIANE sur Gazelle à ses débuts. Les Caïman et les Puma sont des hélicoptères de manœuvre et d’assaut. Ils sont destinés au transport de troupe et de matériel. Les Gazelle sont des hélicoptères de reconnaissance et d’attaque. Elles peuvent être équipées d’un viseur thermique et de missiles anti-char ou d’une mitrailleuse GATLING de calibre 7,62mm.
Le régiment est actuellement en pleine transformation vers l’accueil des hélicoptères de nouvelle génération (Caïman depuis fin 2021, puis Guépard à compter de 2029) avec de très importants  travaux de mise à niveau des matériels et de l’infrastructure). Le régiment sera ainsi le premier RHC entièrement transformé à l’horizon 2030 avec l’arrivée de nouveaux hélicoptères CAÏMAN et GUEPARD et des véhicules de combat SERVAL dans le cadre du programme SCORPION.

## Missions
Comme les deux autres RHC, le 3e RHC conduit des manœuvres d’aérocombat dans un cadre interarmes et/ou interarmées. Il s’agit notamment, dans le cadre de la manœuvre aéroterrestre, de renseigner et de détruire des objectifs dans la profondeur de jour comme de nuit. Le régiment assure aussi une partie de la manœuvre logistique dans la zone arrière (transport de troupe, de matériel, évacuations sanitaires…). 
Les hélicoptères de l’ALAT sont incontournables à la fois pour des missions sur le territoire national, appelées opérations intérieures (OPINT), et sur les théâtres d’opérations extérieures (OPEX). Le 3e RHC intervient dans de nombreuses missions comme : renseigner, appuyer, reconnaitre, détruire, transporter, évacuer, et secourir.
Dernières OPEX : Afghanistan (Pamir), Libye (Harmattan), Mali (Serval), Mali (Barkhane) et République Centrafricaine (Sangaris)
OPEX et missions en cours : Djibouti, République de Côte d’Ivoire, campagne GEAOM sur un porte hélicoptères amphibie.
OPINT régulières : Sentinelle, lutte contre les feux de forêt dans le sud de la France (Héphaïstos)
En partenariat avec la Marine nationale, le régiment participe tous les ans à la mission Jeanne d’Arc et entretient ses capacités à combattre de jour comme de nuit à partir de la mer comme ce fut le cas lors de l’opération Harmattan en Libye (2011).

## Chefs de Corps
| Chefs de Corps                         | Date      |
| -------------------------------------- | --------- |
| Lieutenant-colonel PRIGENT             | 1977-1979 |
| Lieutenant-colonel de REVIERS de MAUNY | 1979-1981 |
| Lieutenant-colonel PROISY              | 1981-1983 |
| Lieutenant-colonel SAUVAGE             | 1983-1985 |
| Colonel REMOND                         | 1985-1987 |
| Colonel de MONCHY                      | 1987-1989 |
| Colonel de LAROCQUE-LATOUR             | 1989-1991 |
| Colonel GRATTEAU                       | 1991-1993 |
| Lieutenant-colonel MERIALDO            | 1993-1995 |
| Colonel FOURNAGE                       | 1995-1997 |
| Lieutenant-colonel WECKER              | 1997-1999 |
| Lieutenant-colonel PERROT              | 1999-2001 |
| Colonel BARATCHART                     | 2001-2003 |
| Colonel GRAMMATICO                     | 2003-2005 |
| Colonel BARRAU                         | 2005-2007 |
| Colonel BOUILLAUD                      | 2007-2009 |
| Colonel MEYER                          | 2009-2011 |
| Colonel TURQUET                        | 2011-2013 |
| Colonel CRUZILLE                       | 2013-2015 |
| Colonel VERBORG                        | 2015-2017 |
| Colonel MEUNIER                        | 2017-2019 |
| Colonel COULON                         | 2019-2021 |
| Colonel CURUTCHET                      | 2021-2023 |
| Colonel BRIANÇON-ROUGE                 | 2023-2025 |
| Colonel RICCIARDI                      | 2025-     |

## Organisation
Le régiment se compose d'un état-major et de 12 escadrilles dont une de réserve.
EMR : État-major régimentaire
BOI : Bureau opération instruction
DRH : Direction des ressources humaines
BML : Bureau maintenance logistique
ESA : Escadrille des Services d’Aérodrome
ECL : Escadrille de Commandement et logistique
ECM : Escadrille de Commandement de la Maintenance 

EDAD : Escadrille de Défense et d’Aide au Déploiement

3 Escadrilles d’Hélicoptères de Manœuvre et d’Assaut (EHMA 1, EHMA 2, EHMA 3)
Escadrille de maintenance des hélicoptères n°2: EMH 2

3 Escadrilles d’Hélicoptères de Reconnaissance et d’Attaque (EHRA 1, EHRA 2, EHRA 3)
Escadrille de maintenance des hélicoptères n°1: EMH 1

## Faits d'armes faisant particulièrement honneur au régiment
Il porte, cousues en lettres d'or dans ses plis, l'inscription suivante :
- Koweït 1990-1991 [4]

## Décorations
Sa cravate est décorée:

De la fourragère aux couleurs de la Médaille militaire, avec olive aux couleurs de la Croix de guerre des Théâtres d'opérations extérieurs et six citations dont 4 palmes.
De la Croix de la Valeur militaire avec 2 palmes : une palme le 16 décembre 2011 au titre de l'opération Harmattan en Libye et une palme le 4 octobre 2012 au titre de son engagement en Afghanistan.

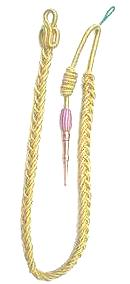
fourragère aux couleurs du ruban de la Médaille militaire avec une olive aux couleurs du ruban de la Croix des TOE.
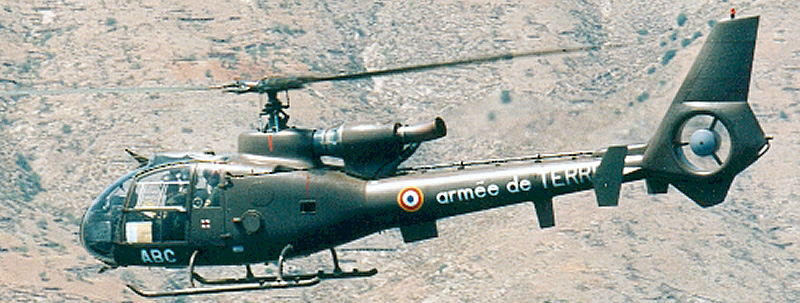
Gazelle SA 341F2
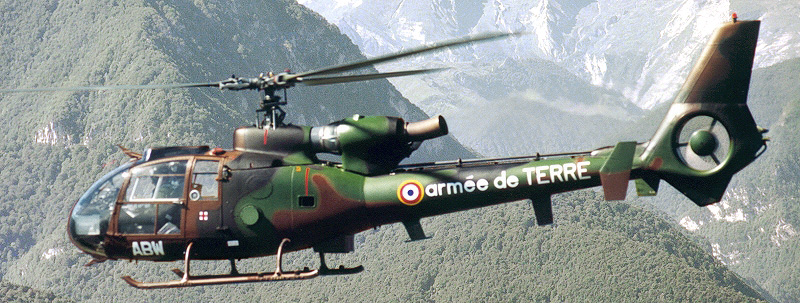
Gazelle SA 342M
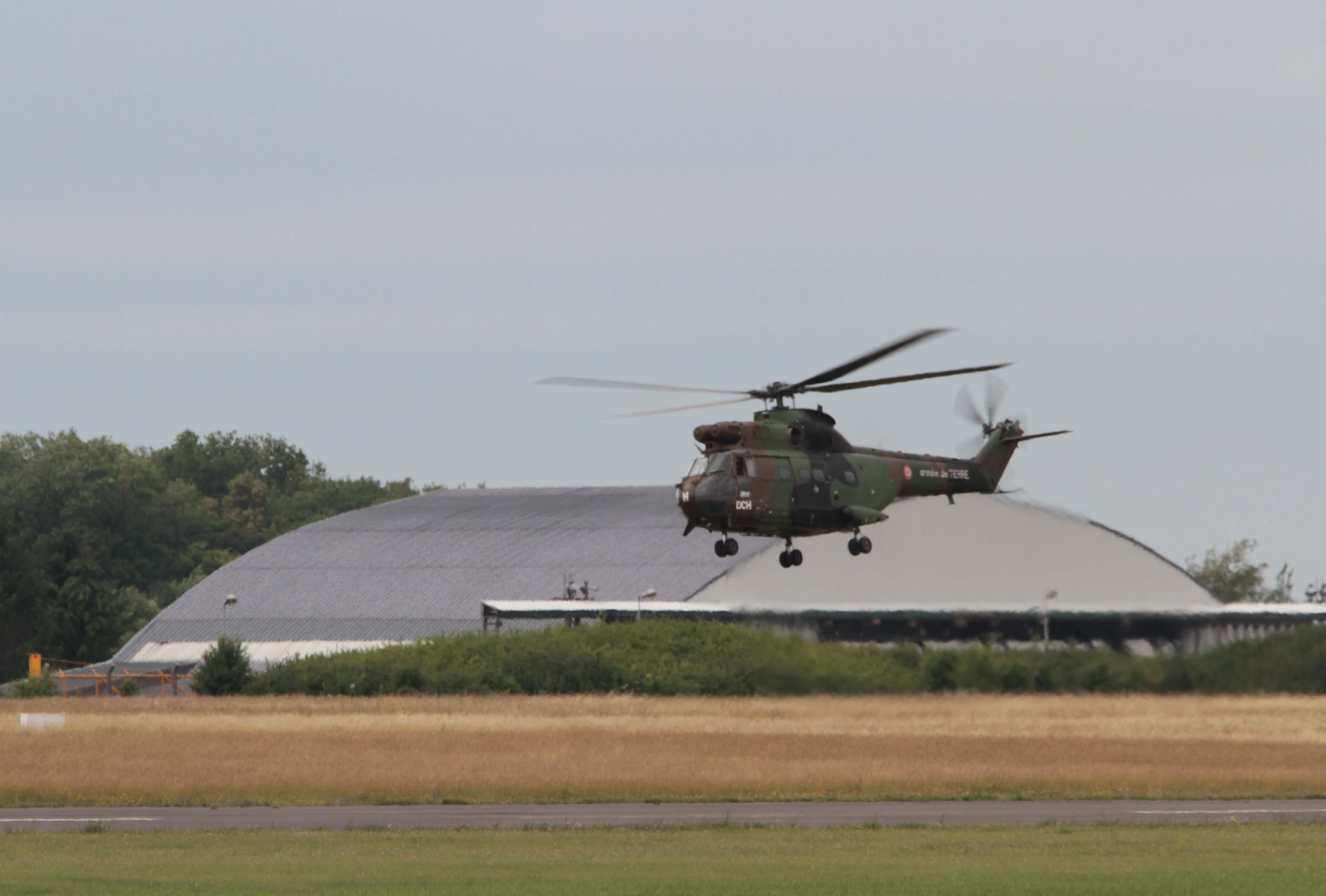
Puma du régiment devant l'un des hangars de la base en septembre 2011
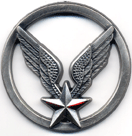
Insigne de béret de l'ALAT.

### Source
- [PDF] douze unités décorées vingt-quatre unités recevront la Croix de la valeur militaire ultérieurement. Le 3e R.H.C page 22.